# Liste der Mitglieder der Badischen Ständeversammlung 1846
Diese Liste umfasst die Mitglieder der Ständeversammlung des Großherzogtums Baden für die Sessionen der zweiten Abteilung des 12. ordentlichen Landtags. Vom 4. Mai 1846 bis zum 17. September 1846 fanden 33 Sitzungen der Ersten Kammer und 78 Sitzungen der Zweiten Kammer statt. Danach schloss der 12. Landtag bis zur Eröffnung des 13. ordentlichen Landtags im Jahre 1847.

## Präsidium der Ersten Kammer
Präsident: Markgraf Wilhelm von Baden

Vizepräsident: Fürst Karl Egon zu Fürstenberg

2. Vizepräsident: Staatsrat Anton Wolff

## Mitglieder der Ersten Kammer

### Prinzen des Hauses Baden
- Erbgroßherzog Ludwig von Baden
- Markgraf Wilhelm von Baden
- Markgraf Maximilian von Baden

### Standesherren
- Fürst Karl Egon zu Fürstenberg
- Fürst Karl zu Leiningen (war nie anwesend)
- Fürst Erwein von der Leyen (war nie anwesend)
- Fürst Georg zu Löwenstein-Wertheim-Freudenberg (war nie anwesend)
- Fürst Karl Friedrich zu Löwenstein-Wertheim-Freudenberg (war nie anwesend)
- Fürst Karl zu Löwenstein-Wertheim-Rosenberg (war nie anwesend)
- Graf Karl Theodor zu Leiningen-Billigheim (war nie anwesend)
- Graf August Clemens zu Leiningen-Neudenau (war nie anwesend)

### Vertreter der katholischen Kirche
- Hermann von Vicari,[1] Erzbischof von Freiburg (war nie anwesend)

### Vertreter der evangelischen Landeskirche
- Ludwig Hüffell,[1] Prälat der Evangelischen Landeskirche

### Vertreter des grundherrlichen Adels

#### Oberhalb der Murg
- Freiherr Heinrich Bernhard von Andlaw-Birseck
- Graf Peter von Hennin, Hofgerichtsrat
- Freiherr Franz von Rinck
- Freiherr Konstantin von Roggenbach, Oberst

#### Unterhalb der Murg
- Freiherr Karl von Göler, der Ältere
- Freiherr Franz von Kettner, Oberforstmeister
- Freiherr Wilhelm Ludwig von La Roche Edler Herr von Starkenfels, Major
- Freiherr Karl Rüdt von Collenberg-Bödigheim

### Vertreter der Landesuniversitäten
- Karl Ludwig Beger, Hofdomänenkammerdirektor, Vertreter der Universität Heidelberg
- Johann von Türckheim, Vertreter der Universität Freiburg

### Vom Großherzog ernannte Mitglieder
- Freiherr Carl von Lasollaye, Generalleutnant
- Anton Wolff, Staatsrat
- Johann Andreas Schippel, Präsident der Oberrechnungskammer
- Friedrich Adolf Klüber, Geheimrat
- Friedrich Vogel, Geheimer Kriegsrat
- Freiherr Ludwig von Fischer, Generalmajor
- Freiherr Ernst von Göler, Hofmarschall
- Freiherr Wilhelm Ludwig von Gemmingen, Oberstforstrat

## Präsidium der Zweiten Kammer
Präsident: Karl Mittermaier 

Vizepräsidenten: Johann Michael Ignaz Rindenschwender, Ernst Ludwig Weller

## Die gewählten Abgeordneten der Zweiten Kammer

### Stadtwahlbezirke
| Wahlbezirk | Bezeichnung des Wahlbezirks     | Name des Abgeordneten       |
| ---------- | ------------------------------- | --------------------------- |
| S1         | Wahlbezirk der Stadt Überlingen | Christof Franz Trefurt      |
| S2         | Wahlbezirk der Stadt Konstanz   | Karl Mathy                  |
| S3         | Wahlbezirk der Stadt Freiburg   | Franz Hägelin               |
| S3         | Wahlbezirk der Stadt Freiburg   | Franz Xaver Litschgi        |
| S4         | Wahlbezirk der Stadt Lahr       | Rudolf Baum                 |
| S4         | Wahlbezirk der Stadt Lahr       | Alexander von Soiron        |
| S5         | Wahlbezirk der Stadt Offenburg  | Johann Georg Christian Kapp |
| S6         | Wahlbezirk der Stadt Rastatt    | Franz Christian Karl Müller |
| S7         | Wahlbezirk der Stadt Baden      | Josef Jörger                |
| S8         | Wahlbezirk der Stadt Karlsruhe  | Maximilian Goll             |
| S8         | Wahlbezirk der Stadt Karlsruhe  | Albert Knittel              |
| S8         | Wahlbezirk der Stadt Karlsruhe  | Gottfried Stösser           |
| S9         | Wahlbezirk der Stadt Durlach    | Karl Zittel                 |
| S10        | Wahlbezirk der Stadt Pforzheim  | August Dennig               |
| S10        | Wahlbezirk der Stadt Pforzheim  | Ernst Friedrich Gottschalk  |
| S11        | Wahlbezirk der Stadt Bruchsal   | Josef Adam Schmidt          |
| S12        | Wahlbezirk der Stadt Mannheim   | Lorenz Brentano             |
| S12        | Wahlbezirk der Stadt Mannheim   | Johann Georg Krämer         |
| S12        | Wahlbezirk der Stadt Mannheim   | Ernst Ludwig Weller         |
| S13        | Wahlbezirk der Stadt Heidelberg | Friedrich Bissing           |
| S13        | Wahlbezirk der Stadt Heidelberg | Josef Ignaz Peter           |
| S14        | Wahlbezirk der Stadt Wertheim   | Georg Michael Schmitt       |

### Ämterwahlbezirke
| Wahlbezirk | Bezeichnung des Wahlbezirks                                                              | Name des Abgeordneten                  |
| ---------- | ---------------------------------------------------------------------------------------- | -------------------------------------- |
| A1         | Wahlbezirk der Ämter Meersburg, Salem, Pfullendorf und Überlingen                        | Karl Mittermaier                       |
| A2         | Wahlbezirk der Ämter Radolfzell, Blumenfeld und Konstanz                                 | Johann Baptist Bader                   |
| A3         | Wahlbezirk der Ämter Stockach, Meßkirch und Engen                                        | Sebastian Straub                       |
| A4         | Wahlbezirk der Ämter Blumberg, Stühlingen, Bonndorf, Löffingen und Neustadt              | Karl Theodor Welcker                   |
| A5         | Wahlbezirk der Ämter Villingen und Hüfingen                                              | Ferdinand Welte                        |
| A6         | Wahlbezirk der Ämter Tiengen, Jestetten, St. Blasien und Waldshut                        | Franz Peter Buhl                       |
| A7         | Wahlbezirk der Ämter Säckingen, Laufenburg und Schönau                                   | Franz Joseph von Buß                   |
| A8         | Wahlbezirk der Ämter Schopfheim und Kandern                                              | Carl Mez                               |
| A9         | Wahlbezirk des Amtes Lörrach                                                             | Johann Michael Scheffelt               |
| A10        | Wahlbezirk des Amtes Müllheim                                                            | Nicolaus Blankenhorn-Krafft            |
| A11        | Wahlbezirk der Ämter Staufen und Heitersheim                                             | Josef Anton Martin                     |
| A12        | Wahlbezirk des Amtes Altbreisach mit zum Stadtamt Freiburg zugehörigen Landorten         | Josef Karl Kern                        |
| A13        | Wahlbezirk des Landamtes Freiburg (I) und des Amtes St. Peter                            | Alois Mayer                            |
| A14        | Wahlbezirk des Landamtes Freiburg (II) und der Ämter Waldkirch und Elzach                | Christian Reichenbach                  |
| A15        | Wahlbezirk des Amtes Emmendingen                                                         | Karl Helbing                           |
| A16        | Wahlbezirk der Ämter Endingen und Kenzingen                                              | Anton Nombride                         |
| A17        | Wahlbezirk der Ämter Triberg, Hornberg, Wolfach und Haslach                              | Johann Michael Ignaz Rindenschwender   |
| A18        | Wahlbezirk des Amtes Ettenheim                                                           | Franz Josef Richter                    |
| A19        | Wahlbezirk des Amtes Lahr                                                                | Georg Heimburger                       |
| A20        | Wahlbezirk des Amtes Offenburg mit Teilen des Amtes Appenweier                           | Franz Michael Knapp                    |
| A21        | Wahlbezirk der Ämter Gengenbach und Oberkirch mit Teilen des Amtes Appenweier            | Anton Christ                           |
| A22        | Wahlbezirk der Ämter Rheinbischofsheim und Kork                                          | Jakob Dörr                             |
| A23        | Wahlbezirk der Ämter Achern und Bühl                                                     | Ignaz Ludwig Stolz                     |
| A24        | Wahlbezirk der Ämter Ettlingen und Rastatt                                               | Jakob Ullrich                          |
| A25        | Wahlbezirk der Ämter Baden, Gernsbach und Steinbach                                      | Karl Philipp Arnsperger                |
| A26        | Wahlbezirk des Landamtes Karlsruhe mit Teilen des Landamtes Bruchsal                     | Karl Friedrich Stockhorner von Starein |
| A27        | Wahlbezirk der Ämter Durlach und Stein                                                   | Gustav Adolf Bleidorn                  |
| A28        | Wahlbezirk des Amtes Pforzheim                                                           | Wilhelm Lenz                           |
| A29        | Wahlbezirk des Amtes Bruchsal mit Teilen des Amtes Eppingen                              | Jakob Wilhelm Speyerer                 |
| A30        | Wahlbezirk des Amtes Bretten mit Teilen des Amtes Eppingen                               | Johann Adam von Itzstein               |
| A31        | Wahlbezirk der Ämter Philippsburg und Schwetzingen                                       | Friedrich Christian Rettig             |
| A32        | Wahlbezirk der Ämter Wiesloch und Neckargmünd                                            | Karl Junghanns                         |
| A33        | Wahlbezirk des Amtes Sinsheim mit Teilen des Amtes Eppingen                              | Friedrich Daniel Bassermann            |
| A34        | Wahlbezirk des Amtes Heidelberg                                                          | Hermann Helmreich                      |
| A35        | Wahlbezirk der Ämter Ladenburg und Weinheim                                              | Friedrich Hecker                       |
| A36        | Wahlbezirk des Amtes Neckarbischofsheim mit Teilen des Amtes Mosbach (links des Neckars) | Franz Damian Junghanns                 |
| A37        | Wahlbezirk des Amtes Eberbach mit Teilen des Amtes Mosbach (rechts des Neckars)          | Friedrich Theodor Schaaf               |
| A38        | Wahlbezirk der Ämter Buchen und Osterburken                                              | Franz Burkardt Fauth                   |
| A39        | Wahlbezirk des Amtes Boxberg                                                             | Philipp Ludwig Seltzam                 |
| A40        | Wahlbezirk der Ämter Tauberbischofsheim und Gerlachsheim                                 | Josef Alexander Dahmen                 |
| A41        | Wahlbezirk der Ämter Wertheim und Walldürn                                               | Vollrath Vogelmann                     |

## Belege und Anmerkungen
1. 1 2 3 4 5 6 7 8 9 10  Dieser Mandatsträger ist in den amtlich veröffentlichten Abgeordnetenlisten als promovierter Akademiker ausgewiesen, d. h. dort üblicherweise mit einem vor dem Namen stehenden Doktor-Grad verzeichnet
2. 1 2  Bis 1931 hieß die Stadt Baden-Baden nur Baden.